# Жук-носоріг європейський
Жук-носоріг звичайний (Oryctes nasicornis) — жук, що належить до родини Пластинчастовусі (Scarabaeidae).

## Опис
Один з великих і своєрідних жуків європейської фауни у родині Пластинчастовусі (Scarabaeidae). Довжина тіла 25-43 мм. Тіло жука довгасте, опукле, широке; жук блискучий, темно-бурочервоного кольору, низ і стегна значно світліше, жовтувато-червоно-бурого кольору. Голова невелика. У самця більшу частину голови займає ріг, у самиці ріг маленький. Надкрила довгасті, опуклі, з добре розвиненими плечовими бурами. Груди в густих невеликих крапках і густих бурих волосках. Передні гомілки широкі, на кінці із зубцями, копальні. Жуки летять уночі на світло. Жуки не харчуються, у них відсутній ротовий апарат.

## Поширення
Європа, Північна Африка, Близький Схід (Передкавказзя, Кавказ, Північно-Східна Туреччина, Північно-Східний Іран). Природний ареал виду охоплює зону широколистяних лісів і лісостеп Європи. Здатність жука розвиватися в місцях скупчення органіки, що не промерзає, — купах перепрілого гною, компоста, — дозволила виду проникнути північніше від основної частини природного ареалу.
В Україні відомий з усієї території, переважно номінативний підвид.

## Місце проживання
Зволожені ліси, долини, залишки деревної рослинності — опале листя, гнилі пні, гній, компостні купи. Жуки активні з кінця червня по кінець липня у вечірні й нічні години. Удень жуки малоактивні, ховаються.

## Чисельність
Нечисленний вид ряду твердокрилих.

## Підвиди
Виділяють до 19 підвидів через вкрай високу поліморфність виду, проте не всі ентомологи підтримують таке розділення.
Закавказький носоріг (Oryctes nasicornis latipennis (Motsch))
Поширення — Передкавказзя, Кавказ, Північно-Східна Туреччина, Північно-Східний Іран. У Дагестані в низинні й у передгірних внутрішньо-гірських районах, у гори йде невисоко.

## Розвиток
Самиці відкладають яйця в порохнявих пнях різних листяних порід, городніх компостах, у купах обпилювань тощо. З яєць личинки виходять улітку й мають типовий для родини зовнішній вигляд, часом досягаючи довжини в 12 см. Стадія личинки триває 3-4 роки. Личинки наприкінці свого розвитку забираються в прошарок на границі ґрунту й живильного субстрату. Стадія лялечки — 2 тижні.

## Галерея

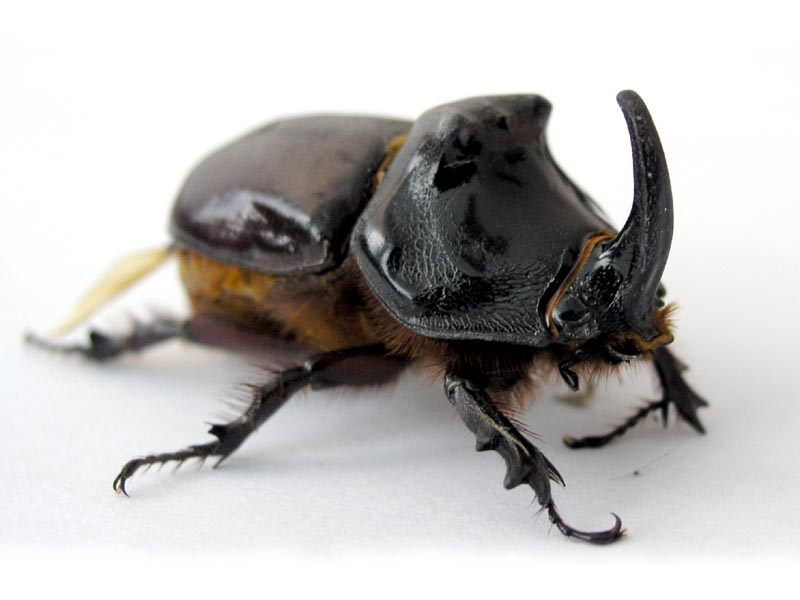
Самець жука-носорога
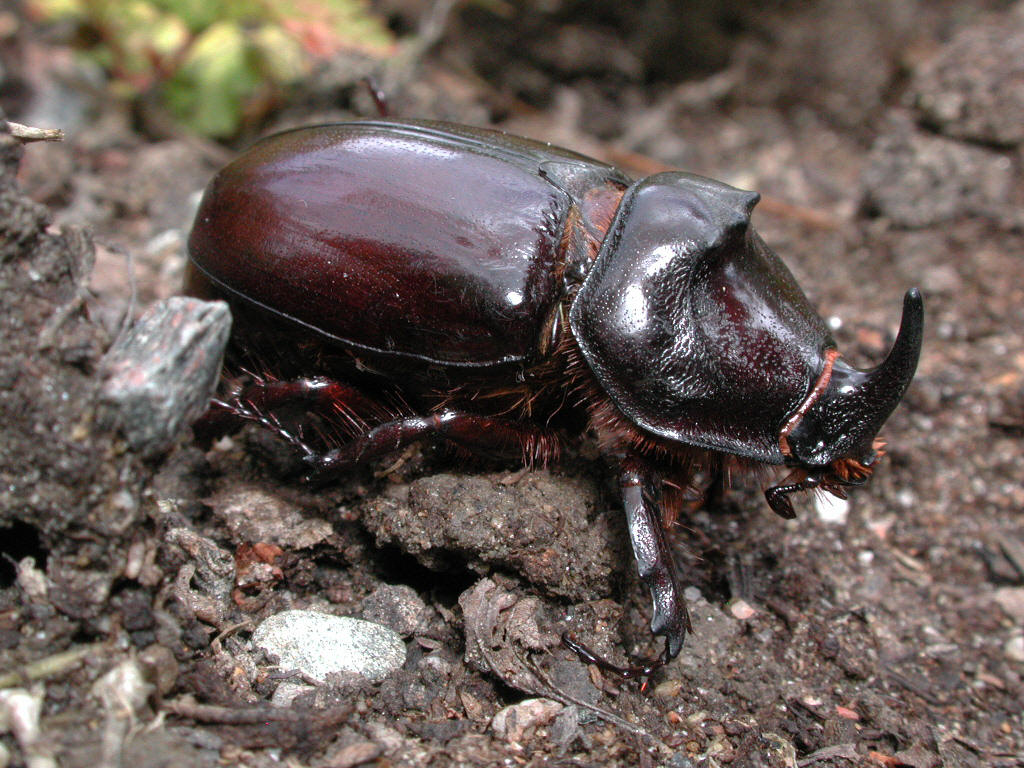
Самець жука-носорога
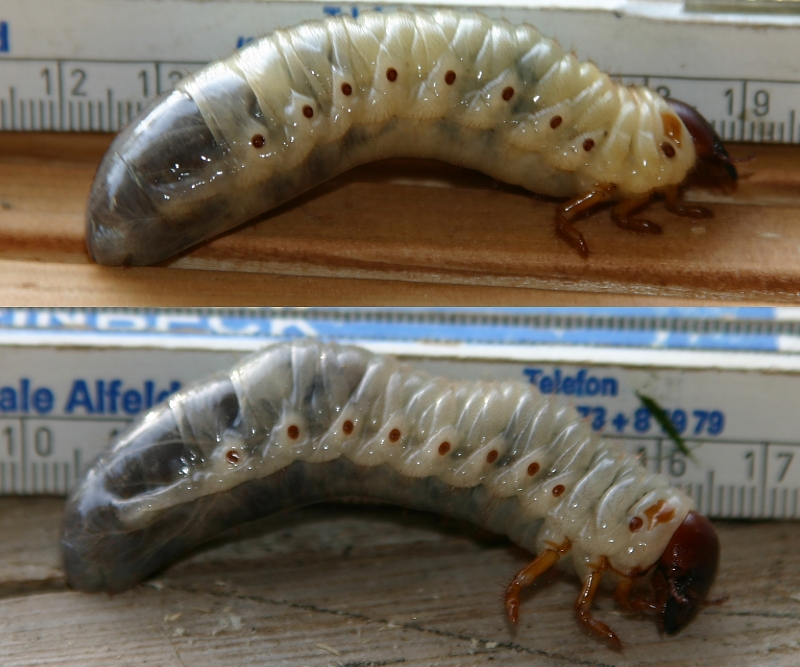
Личинки жука-носорога
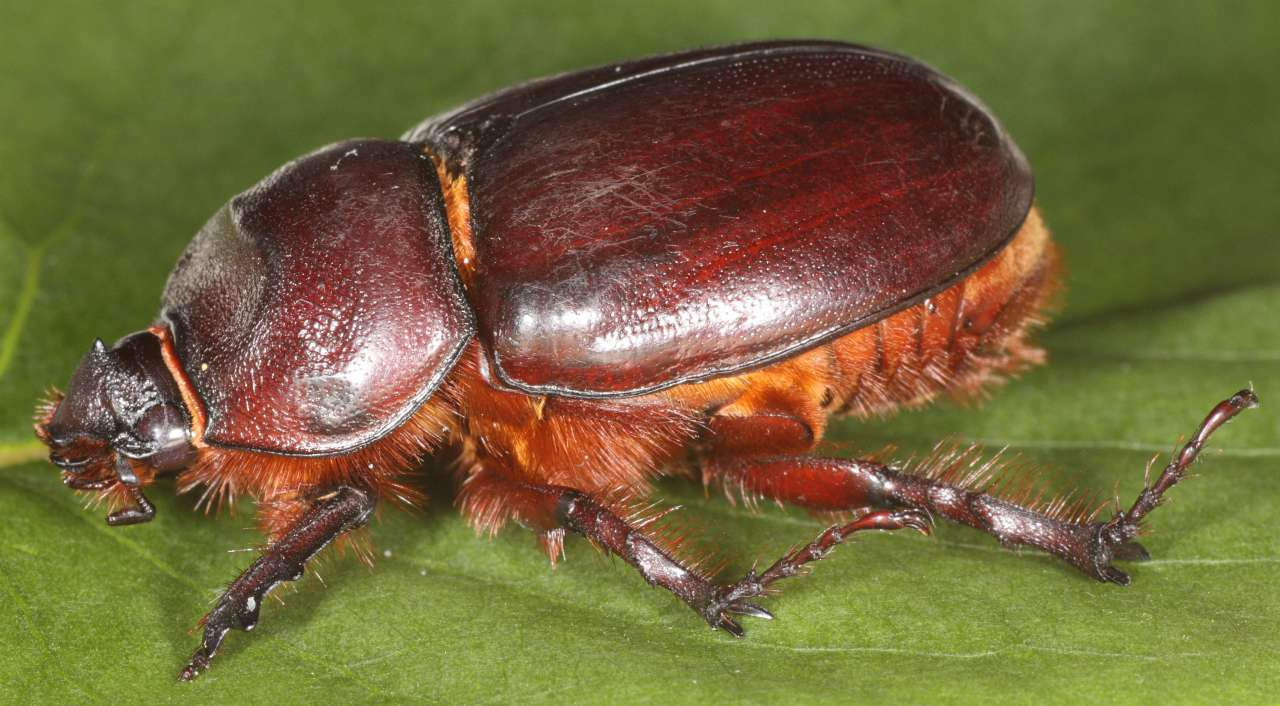
♀
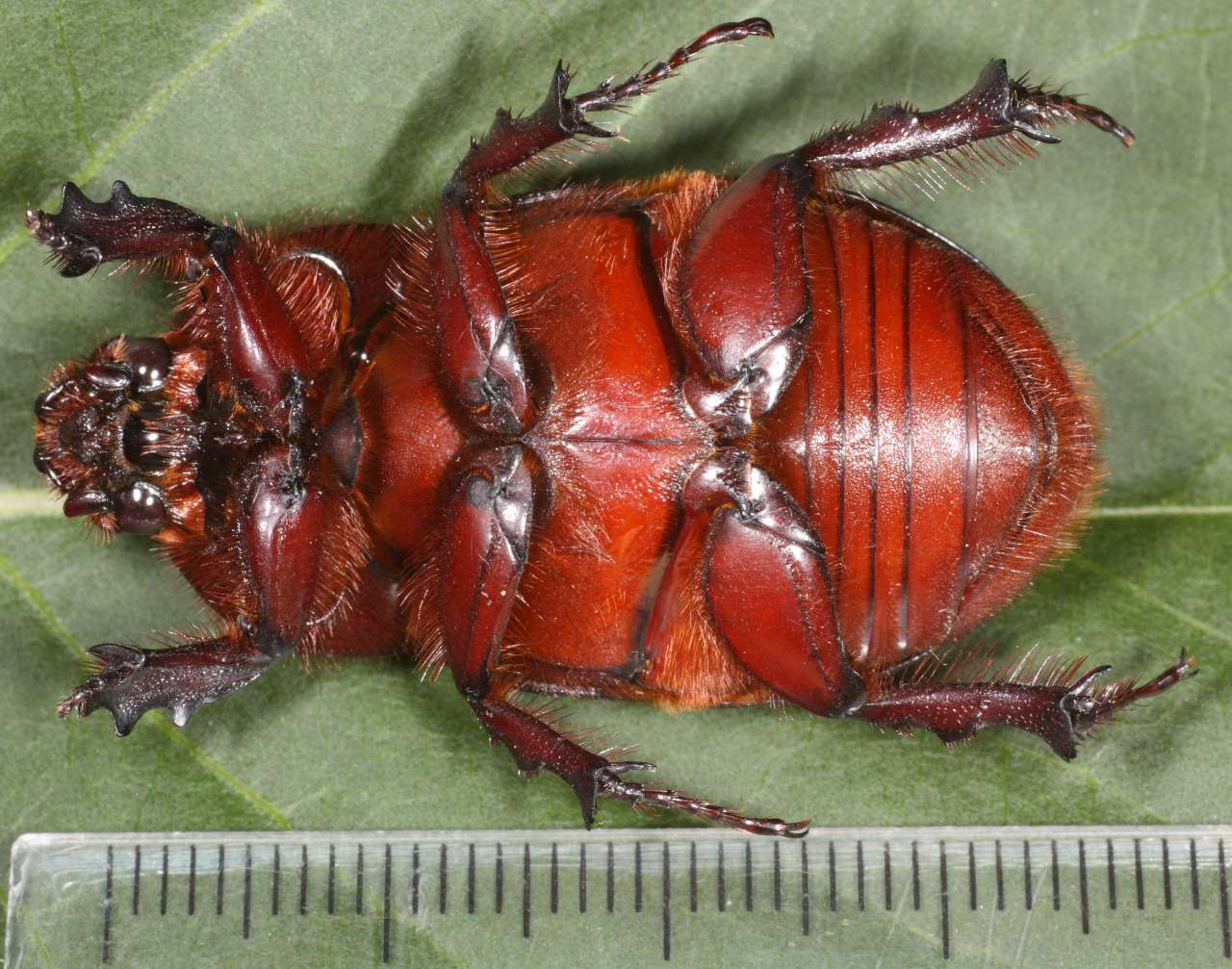